# Trasferimento in orbita geostazionaria
Un trasferimento in orbita geostazionaria è una tipologia di trasferimento alla Hohmann relativo alla Terra tra un'orbita terrestre bassa (LEO) e un'orbita geostazionaria (GEO).
Solitamente il trasferimento è finalizzato in due tappe. La prima, (GTO, Geostationary transfer orbit), porta il satellite in un'orbita geosincrona ma non geostazionaria, in quanto l'orbita di arrivo ha la stessa inclinazione dell'orbita di partenza. Durante questo tragitto il corpo descrive un tratto di ellisse in cui il perigeo è un punto sull'orbita terrestre bassa e l'apogeo è alla stessa distanza dalla terra dell'orbita geostazionaria. Per ottenere un'orbita geostazionaria l'inclinazione deve essere ridotta a zero. Quest'operazione viene eseguita in un secondo momento e alla quota di orbita geosincrona, perché richiede meno energia che la stessa operazione a quota di LEO. Questo perché il Δv necessario per un certo cambio di inclinazione dell'orbita Δi è direttamente proporzionale alla velocità orbitale, che è minore all'apogeo dell'orbita. Il ΔV necessario per un cambio di inclinazione sia nel nodo ascendente sia nel nodo discendente è calcolato nel seguente modo:
{\displaystyle \Delta v=2v\sin {\frac {\Delta i}{2}}}
Prendendo come esempio una GTO di un Ariane 5 con un semiasse maggiore dell'orbita di 24582 km, la velocità al perigeo dell'orbita è 9,88 km/s, mentre all'apogeo è di 1,64 km/s.
Un vettore si trasferisce in un'orbita geostazionaria accendendo dapprima un motore in orbita bassa per aumentare la sua velocità. Di solito questa funzione è affidata allo stadio superiore del razzo. Una volta nella GTO di solito è il satellite stesso che effettua la conversione in orbita geostazionaria accendendo i motori alla tangente all'orbita nell'apogeo. Pertanto la capacità di carico di un razzo in grado di lanciare diversi satelliti è di solito esplicata in termini di un certo quantitativo di massa inserito in un'orbita GTO. Alternativamente il vettore può effettuare direttamente il trasferimento, questo però riduce considerevolmente il carico utile trasportabile.
Per esempio la capacità di carico del razzo Delta IV in configurazione "Heavy":
- GTO- 12757 kg;
- GEO- 6 276 kg.

## Lo stadio superiore del razzo
Nella maggior parte dei casi, gli stadi superiori dei razzi sono lasciati nella GTO, occasionalmente vengono lasciati nella GEO, come il Proton Block DM. Se il perigeo della GTO è configurato in modo da essere abbastanza basso lo stadio usato potrà essere fatto rientrare nell'atmosfera, evitando pericoli di collisioni nell'anello geostazionario.
I lanciatori pesanti sono gli unici capaci di portare i satelliti più pesanti in orbita geostazionaria o geosincrona. La capacità di eseguire trasferimenti in orbita geostazionaria è cruciale per il posizionamento di satelliti moderni.